# Élections départementales de 2021 en Isère
Les élections départementales en Isère ont lieu les 20 et 27 juin 2021.

## Contexte départemental

### Situation politique

#### Le «Printemps isérois» (union de la gauche et des écologistes)
Le 15 avril 2021, des représentants de La France insoumise, du Parti communiste français, de Génération.s, d'Europe Écologie Les Verts et du Parti socialiste annoncent le lancement du « Printemps isérois », visant à présenter des candidatures uniques de la gauche dans tous les cantons de l'Isère et à permettre une élaboration ouverte d'un programme commun via un site Internet participatif.
En dépit de difficultés éprouvées dans l'arbitrage des candidatures, le Printemps isérois débouche sur des candidatures uniques de la gauche dans tous les cantons de l'Isère sauf deux (Saint-Martin-d'Hères et Échirolles) où les dissension locales entre partis n'ont pas pu être dépassée. Dans deux autres cantons (Grenoble-2 et Le Pont-de-Claix), des candidatures de proches du président de la métropole grenobloise, Christophe Ferrari (DVG), se réclamant de la gauche mais rejetant le Printemps isérois, seront présentes contre les candidats du Printemps isérois.

#### Autres candidatures de gauche
Le 24 avril, il est fait état de dissensions entre partis de gauche dans le canton de Saint-Martin-d'Hères, un binôme de candidats communistes (David Queiros et Françoise Gerbier) s'opposant à un binôme de candidats écologistes revendiquant tous leur appartenance au Printemps isérois. Le 27 avril, la section du PS de Saint-Martin-d'Hères annonce qu'elle « rejette le choix fait et ne se considère pas liée par lui » concernant le binôme de candidats PCF. Cette déclaration provoque une réaction de la fédération du PS de l'Isère, qui affirme que « comme acté en conseil fédéral le 3 avril dernier, le Parti socialiste soutient les candidatures des conseillers départementaux sortants David Queiros et Françoise Gerbier ». Le 29 avril, un binôme de candidats écologistes se réclamant du Printemps isérois et composé de Sigrid Thomas et Henry Tidy est officialisé sur le canton de Saint-Martin-d'Hères. C'est finalement Raphaël Pougnard qui se présente en binôme avec Sigrid Thomas sous les couleurs d'EÉLV.
À la suite de l'annonce de candidatures du Printemps isérois dans tous les cantons de l'Isère, le président de Grenoble-Alpes Métropole, Christophe Ferrari (ex-PS), dénonce « quelque chose de bancal au Printemps isérois », qui se serait fait, selon lui, « sans associer les maires ou les élus municipaux » et ne serait « pas représentatif de toute la gauche iséroise ». Il annonce en conséquence qu'il soutiendra « la candidature d'un autre quatuor que celui du Printemps isérois » sur son canton.
Le socialiste Sam Toscano, premier adjoint de Christophe Ferrari à la mairie du Pont-de-Claix, se porte ainsi candidat dans le canton du même nom, en binôme avec Céline Viola, adjointe au maire de Jarrie. Affirmant que « voter Printemps isérois [...] c'est voter à droite », il dit trouver « aberrant » de présenter des candidats « qui n'ont jamais eu de mandat électif ».
Dans le canton d'Échirolles, un binôme de candidats soutenus par La France insoumise et comprenant des suppléants encartés à Europe Écologie Les Verts et à Génération.s fera face au binôme PCF/DVG officiellement soutenu par le Printemps isérois. Antar Labiod, candidat titulaire (LFI) revendique faire partie des premiers signataires du Printemps isérois mais regrette que « les chose se [soient] décidées au niveau départemental sans tenir compte des avis locaux ».

#### Majorité présidentielle (LREM, MoDem et alliés)
Des binômes portant l'étiquette La République en marche (LREM) ou se réclamant de la majorité présidentielle d'Emmanuel Macron sont présents dans plusieurs cantons dans des configurations différentes. Le Dauphiné libéré relève une « porosité » et des « passerelles » entre LREM et le parti LR, avec notamment des candidatures soutenues par les deux partis.
Ainsi le Mouvement démocrate (MoDem), principale composante de la majorité présidentielle après LREM, annonce souhaiter la réélection de Jean-Pierre Barbier à la présidence du conseil départemental et soutenir 7 binômes de candidats, tantôt affiliés à LREM, tantôt affilié à la majorité départementale sortante. Ces binômes sont les suivants, :
- Louve Carrière et Alain Cœur (Grenoble 1, LREM)
- Sandra Hamedi et Adam Thiriet (Grenoble 3, « Pour l'Isère »)
- Nathalie Faure et Franck Longo (Fontaine-Vercors, « Pour l'Isère »)
- Anne-Sophie Chardon et Christophe Revil (Fontaine-Seyssinet, « Pour l'Isère »)
- Joëlle Hours et Franck Benhamou (Meylan, LREM)
- Nicolas Gris et Cendra Motin (Charvieu-Chavagneux, LREM)
- Lydie Gonzalez et Claude Soullier (Le Pont-de-Claix, LREM)

Les « passerelles » entre LR et LREM apparaissent clairement dans le canton du Pont-de-Claix, où le binôme soutenu par LREM comprend une titulaire LREM en tandem avec un titulaire et deux suppléants qui revendiquent être encartés LR.
Autre type de situation dans le canton de Grenoble-2, où le maire de Saint-Martin-le-Vinoux Sylvain Laval (DVG), ancien chef de cabinet de la garde des sceaux Nicole Belloubet de 2017 à 2020, sera candidat en binôme avec Sabrina Seghier, qui figurait sur la liste de la députée LREM Émilie Chalas lors des élections municipales de 2020 à Grenoble. Réputé proche de Christophe Ferrari, Syvlain Laval critique le Printemps isérois qui, selon lui, « n'a jamais consulté les maires », et dit « rester un homme de gauche » et ne pas être « le candidat d'un parti politique ».

#### «Pour l'Isère» (majorité sortante de droite)
Jean-Pierre Barbier, président LR du conseil départemental, annonce le vendredi 16 avril 2021 qu'il brigue un nouveau mandat. Le six mai, il tient une conférence de presse de lancement de campagne, accompagné des conseillers départementaux Julien Polat (directeur de campagne), Sandrine Martin-Grand et Annick Merle (porte-paroles). Ils annoncent le lancement du site internet « Pour L’Isere », le nom des 29 binômes candidats sur l’ensemble des cantons du département et les dix propositions phares de leur programme.
Parmi les candidats soutenus par Jean-Pierre Barbier se trouve le maire et conseiller départemental de Charvieu-Chavagneux, Gérard Dezempte, candidat à sa réélection sous l'étiquette LR. Gérard Dezempte avait appelé à voter pour Marine Le Pen au second tour de l'élection présidentielle de 2017, avant d'être candidat pour le Rassemblement national lors des élections législatives de 2017 puis lors des élections sénatoriales.

#### Rassemblement national
Le 6 mai 2021, le Rassemblement national annonce présenter des candidats dans tous les cantons de l'Isère.

### Assemblée départementale sortante
Avant les élections, le conseil départemental de l'Isère est présidé par Jean-Pierre Barbier (LR). 
Il comprend 58 conseillers départementaux issus des 29 cantons de l'Isère. 
| Président du conseil départemental    |       |       |      |                                                    |
| Jean-Pierre Barbier (LR)              |       |       |      |                                                    |
| Parti                                 | Sigle | Sigle | Élus | Groupes                                            |
| Majorité (36 sièges)                  |       |       |      |                                                    |
| Les Républicains                      |       | LR    | 25   | Les républicains                                   |
| Union des démocrates et indépendants  |       | UDI   | 1    | Les républicains                                   |
| Union des démocrates et indépendants  |       | UDI   | 4    | UDI et apparentés                                  |
| Les Républicains                      |       | LR    | 1    | Non-inscrit                                        |
| Divers droite                         |       | DVD   | 3    | Sans étiquette                                     |
| La République en marche               |       | LREM  | 2    | La République en marche                            |
| Opposition (22 sièges)                |       |       |      |                                                    |
| Parti socialiste                      |       | PS    | 13   | Parti socialiste et apparentés                     |
| Parti communiste français             |       | PCF   | 4    | Communistes et gauche unie-solidaire               |
| Divers gauche                         |       | DVG   | 1    | Communistes et gauche unie-solidaire               |
| Europe Écologie Les Verts             |       | EÉLV  | 2    | Rassemblement des citoyens - solidarité & écologie |
| Forum social des quartiers populaires |       | FSQP  | 1    | Rassemblement des citoyens - solidarité & écologie |
| Divers gauche                         |       | DVG   | 1    | Rassemblement des citoyens - solidarité & écologie |

## Système électoral
Les élections ont lieu au scrutin majoritaire binominal à deux tours. Le système est paritaire : les candidatures sont présentées sous la forme d'un binôme composé d'une femme et d'un homme avec leurs suppléants (une femme et un homme également).
Pour être élu au premier tour, un binôme doit obtenir la majorité absolue des suffrages exprimés et un nombre de suffrages au moins égal à 25 % des électeurs inscrits. Si aucun binôme n'est élu au premier tour, seuls peuvent se présenter au second tour les binômes qui ont obtenu un nombre de suffrages au moins égal à 12,5 % des électeurs inscrits, sans possibilité pour les binômes de fusionner. Est élu au second tour le binôme qui obtient le plus grand nombre de voix.

## Résultats à l'échelle du département

### Résultats par nuances du ministère de l'Intérieur
Les nuances utilisées par le ministère de l'Intérieur ne tiennent pas compte des alliances locales.
| Nuances de binômes       | Nuances de binômes                  | Nuances de binômes       | Premier tour | Premier tour | Premier tour | Second tour | Second tour   | Second tour | Total | +/-           |  |
| Nuances de binômes       | Nuances de binômes                  | Nuances de binômes       | Voix         | %            | Sièges       | Voix        | %             | Sièges      | Total | +/-           |  |
| ------------------------ | ----------------------------------- | ------------------------ | ------------ | ------------ | ------------ | ----------- | ------------- | ----------- | ----- | ------------- |  |
|                          | Union à gauche avec des écologistes | UGE                      | 63 111       | 23,64        | 0            | 67 778      | 26,02         | 8           | 8     | Nv.           |  |
|                          | Union au centre et à droite         | UCD                      | 47 370       | 17,74        | 0            | 58 980      | 22,64         | 18          | 18    | Nv.           |  |
|                          | Rassemblement national              | RN                       | 46 303       | 17,34        | 0            | 4 315       | 1,66          | 0           | 0     | en stagnation |  |
|                          | Union à gauche                      | UG                       | 20 404       | 7,64         | 0            | 23 217      | 8,91          | 6           | 6     | 14            |  |
|                          | Les Républicains                    | LR                       | 18 295       | 6,85         | 0            | 21 352      | 8,20          | 6           | 6     | 6             |  |
|                          | Divers centre                       | DVC                      | 16 681       | 6,25         | 0            | 20 138      | 7,73          | 6           | 6     | Nv.           |  |
|                          | Divers droite                       | DVD                      | 13 142       | 4,92         | 0            | 20 156      | 7,74          | 6           | 6     | 6             |  |
|                          | Divers gauche                       | DVG                      | 11 429       | 4,28         | 0            | 10 857      | 4,17          | 0           | 0     | 4             |  |
|                          | La République en marche             | REM                      | 9 312        | 3,49         | 0            | 7 990       | 3,07          | 0           | 0     | Nv.           |  |
|                          | Union au centre                     | UC                       | 8 961        | 3,36         | 0            | 9 157       | 3,52          | 2           | 2     | 2             |  |
|                          | Divers                              | DIV                      | 4 310        | 1,61         | 0            | 6 336       | 2,43          | 2           | 2     | en stagnation |  |
|                          | Parti communiste français           | COM                      | 2 591        | 0,97         | 0            | 3 445       | 1,32          | 2           | 2     | 2             |  |
|                          | Union à droite                      | UD                       | 2 484        | 0,93         | 0            | 4 243       | 1,63          | 2           | 2     | 30            |  |
|                          | Écologistes                         | ECO                      | 1 823        | 0,68         | 0            | 2 535       | 0,97          | 0           | 0     | en stagnation |  |
|                          | Droite souverainiste                | DSV                      | 374          | 0,14         | 0            |             |               |             | 0     | en stagnation |  |
|                          | Extrême gauche                      | EXG                      | 371          | 0,14         | 0            | 0           | en stagnation |             |       |               |  |
|                          |                                     |                          |              |              |              |             |               |             |       |               |  |
| Suffrages exprimés       | Suffrages exprimés                  | Suffrages exprimés       | 266 961      | 96,70        |              | 260 499     | 93,29         |             |       |               |  |
| Votes blancs             | Votes blancs                        | Votes blancs             | 6 405        | 2,32         | 13 513       | 4,84        |               |             |       |               |  |
| Votes nuls               | Votes nuls                          | Votes nuls               | 2 702        | 0,98         | 5 232        | 1,87        |               |             |       |               |  |
| Total                    | Total                               | Total                    | 276 068      | 100          | 0            | 279 244     | 100           | 58          | 58    | en stagnation |  |
| Abstentions              | Abstentions                         | Abstentions              | 590 019      | 68,12        |              | 587 042     | 67,77         |             |       |               |  |
| Inscrits / participation | Inscrits / participation            | Inscrits / participation | 866 087      | 31,88        | 866 286      | 32,23       |               |             |       |               |  |

### Résultats par alliances ou partis politiques
|                          | Pour l'Isère !                                       | 102 260 | 38,31 | 131 205 | 50,37   | 40    | 40 |  |  |  |  |
|                          | Le Printemps isérois                                 | 91 825  | 34,40 | 105 297 | 40,42   | 16    | 16 |  |  |  |  |
|                          | Rassemblement national                               | 46 303  | 17,34 | 4 315   | 1,66    | 0     | 0  |  |  |  |  |
|                          | Candidats LREM et apparentés hors « Pour l'Isère ! » | 17 516  | 6,56  | 17 147  | 6,59    | 2     | 2  |  |  |  |  |
|                          | Candidats de gauche hors Printemps isérois           | 7 236   | 2,71  | 2 535   | 0,97    | 0     | 0  |  |  |  |  |
|                          | Autres (DIV, DLF, EXG...)                            | 1 821   | 0,68  |         |         |       |    |  |  |  |  |
|                          |                                                      |         |       |         |         |       |    |  |  |  |  |
| Suffrages exprimés       | Suffrages exprimés                                   | 266 961 | 96,70 |         | 260 499 | 93,29 |    |  |  |  |  |
| Votes blancs             | Votes blancs                                         | 6 405   | 2,32  | 13 513  | 4,84    |       |    |  |  |  |  |
| Votes nuls               | Votes nuls                                           | 2 702   | 0,98  | 5 232   | 1,87    |       |    |  |  |  |  |
| Total                    | Total                                                | 276 068 | 100   | 279 244 | 100     |       |    |  |  |  |  |
| Abstentions              | Abstentions                                          | 590 019 | 68,12 |         | 587 042 | 67,77 |    |  |  |  |  |
| Inscrits / participation | Inscrits / participation                             | 866 087 | 31,88 | 866 286 | 32,23   |       |    |  |  |  |  |

### Assemblée départementale élue
| Président du conseil départemental   |       |       |      |                                  |
| Jean-Pierre Barbier (LR)             |       |       |      |                                  |
| Parti                                | Sigle | Sigle | Élus | Groupes                          |
| Majorité (40 sièges)                 |       |       |      |                                  |
| Les Républicains                     |       | LR    | 18   | Droite, centre et société civile |
| Divers droite                        |       | DVD   | 11   | Droite, centre et société civile |
| Union des démocrates et indépendants |       | UDI   | 5    | Droite, centre et société civile |
| Agir                                 |       | Agir  | 1    | Droite, centre et société civile |
| MoDem                                |       | MoDem | 2    | Démocratie et Progrès            |
| Divers droite                        |       | DVD   | 2    | Sans étiquette                   |
| Opposition (18 sièges)               |       |       |      |                                  |
| Parti socialiste                     |       | PS    | 4    | Le Printemps isérois             |
| Europe Écologie Les Verts            |       | EÉLV  | 4    | Le Printemps isérois             |
| Parti communiste français            |       | PCF   | 3    | Le Printemps isérois             |
| La France insoumise                  |       | LFI   | 2    | Le Printemps isérois             |
| Divers gauche                        |       | DVG   | 2    | Le Printemps isérois             |
| Génération.s                         |       | G.s   | 1    | Le Printemps isérois             |
| La République en marche              |       | LREM  | 1    | Démocrate, Libéral et Humaniste  |
| MoDem                                |       | MoDem | 1    | Démocrate, Libéral et Humaniste  |

### Élus par canton
| Canton               | Conseiller Sortant    | Parti | Parti | Conseiller élu             | Parti | Parti |
| -------------------- | --------------------- | ----- | ----- | -------------------------- | ----- | ----- |
| Bièvre               | Jean-Pierre Barbier   |       | LR    | Jean-Pierre Barbier        |       | LR    |
| Bièvre               | Claire Debost         |       | LR    | Claire Debost              |       | LR    |
| Bourgoin-Jallieu     | Vincent Chriqui       |       | LR    | Vincent Chriqui            |       | LR    |
| Bourgoin-Jallieu     | Evelyne Michaud       |       | LR    | Mireille Blanc-Voutier     |       | LR    |
| Chartreuse-Guiers    | Céline Burlet         |       | DVD   | Céline Dolgopyatoff-Burlet |       | DVD   |
| Chartreuse-Guiers    | André Gillet          |       | LR    | Roger Marcel               |       | DVD   |
| Charvieu-Chavagneux  | Gérard Dézempte       |       | LR    | Gérard Dézempte            |       | LR    |
| Charvieu-Chavagneux  | Annick Merle          |       | LR    | Annick Merle               |       | LR    |
| Échirolles           | Daniel Bessiron       |       | DVG   | Daniel Bessiron            |       | DVG   |
| Échirolles           | Sylvette Rochas       |       | PCF   | Amandine Demore            |       | PCF   |
| Fontaine-Seyssinet   | Khadra Gaillard       |       | PCF   | Sophie Chardon             |       | DVD   |
| Fontaine-Seyssinet   | Guillaume Lissy       |       | PS    | Christophe Revil           |       | DVD   |
| Fontaine-Vercors     | Chantal Carlioz       |       | LR    | Nathalie Faure             |       | MoDem |
| Fontaine-Vercors     | Christian Coigné      |       | UDI   | Franck Longo               |       | MoDem |
| Le Grand-Lemps       | Sylvianne Colussi     |       | LREM  | Isabelle Mugnier           |       | DVD   |
| Le Grand-Lemps       | Didier Rambaud        |       | LREM  | Cyrille Madinier           |       | LR    |
| Grenoble-1           | Nadia Kirat           |       | FSQP  | Sophie Romera              |       | LFI   |
| Grenoble-1           | Benjamin Trocmé       |       | EÉLV  | Benjamin Trocmé            |       | EÉLV  |
| Grenoble-2           | Christine Crifo       |       | PS    | Éléonore Kazazian-Balestas |       | DVG   |
| Grenoble-2           | Pierre Ribeaud        |       | PS    | Jérôme Cucarollo           |       | EÉLV  |
| Grenoble-3           | Olivier Bertrand      |       | EÉLV  | Simon Billouet             |       | LFI   |
| Grenoble-3           | Véronique Vermorel    |       | DVG   | Pauline Couvent            |       | EÉLV  |
| Grenoble-4           | Amandine Germain      |       | PS    | Amandine Germain           |       | PS    |
| Grenoble-4           | Jean-Loup Macé        |       | PS    | Pierre-Didier Tchétché     |       | G.s   |
| Haut-Grésivaudan     | Christophe Engrand    |       | LR    | Christophe Borg            |       | LR    |
| Haut-Grésivaudan     | Martine Kohly         |       | UDI   | Martine Kohly              |       | UDI   |
| L'Isle-d'Abeau       | Daniel Cheminel       |       | LR    | Jean Papadopulo            |       | DVD   |
| L'Isle-d'Abeau       | Cathy Simon           |       | UDI   | Cathy Simon                |       | UDI   |
| Matheysine-Trièves   | Fabien Mulyk          |       | UDI   | Fabien Mulyk               |       | UDI   |
| Matheysine-Trièves   | Frédérique Puissat    |       | LR    | Frédérique Puissat         |       | LR    |
| Meylan               | Agnès Menuel          |       | LR    | Joëlle Hours               |       | MoDem |
| Meylan               | Jean-Claude Peyrin    |       | LR    | Franck Benhamou            |       | LREM  |
| Morestel             | Olivier Bonnard       |       | LR    | Olivier Bonnard            |       | LR    |
| Morestel             | Annie Pourtier        |       | LR    | Annie Pourtier             |       | LR    |
| Le Moyen Grésivaudan | Bernard Michon        |       | PS    | Christophe Suszylo         |       | DVD   |
| Le Moyen Grésivaudan | Flavie Rebotier       |       | PS    | Annick Guichard            |       | DVD   |
| Oisans-Romanche      | Laure Quignard        |       | PS    | Marie Questiaux            |       | EÉLV  |
| Oisans-Romanche      | Gilles Strappazzon    |       | PS    | Gilles Strappazzon         |       | PS    |
| Le Pont-de-Claix     | Pierre Gimel          |       | LR    | Michel Doffagne            |       | DVD   |
| Le Pont-de-Claix     | Sandrine Martin-Grand |       | LR    | Sandrine Martin-Grand      |       | LR    |
| Roussillon           | Sylvie Dézarnaud      |       | LR    | Christelle Grangeot        |       | DVD   |
| Roussillon           | Robert Duranton       |       | LR    | Robert Duranton            |       | LR    |
| Saint-Martin-d'Hères | Françoise Gerbier     |       | PCF   | Françoise Gerbier          |       | PCF   |
| Saint-Martin-d'Hères | David Queiros         |       | PCF   | David Queiros              |       | PCF   |
| Le Sud Grésivaudan   | Laura Bonnefoy        |       | DVD   | Imen de Smedt              |       | DVD   |
| Le Sud Grésivaudan   | Bernard Perazio       |       | DVD   | Bernard Perazio            |       | DVD   |
| La Tour-du-Pin       | Magali Guillot        |       | LR    | Delphine Hartmann          |       | Agir  |
| La Tour-du-Pin       | Fabien Rajon          |       | LR    | Fabien Rajon               |       | LR    |
| Tullins              | Amélie Girerd         |       | PS    | Amélie Girerd              |       | PS    |
| Tullins              | André Vallini         |       | PS    | André Vallini              |       | PS    |
| La Verpillière       | Damien Michallet      |       | LR    | Damien Michallet           |       | LR    |
| La Verpillière       | Aurélie Vernay        |       | LR    | Aurélie Vernay             |       | LR    |
| Vienne-1             | Erwann Binet          |       | PS    | Christophe Charles         |       | DVD   |
| Vienne-1             | Carméla Lo Curto-Cino |       | PS    | Martine Faïta              |       | UDI   |
| Vienne-2             | Élisabeth Celard      |       | LR    | Isabelle Dugua             |       | DVD   |
| Vienne-2             | Patrick Curtaud       |       | LR    | Patrick Curtaud            |       | LR    |
| Voiron               | Anne Gérin            |       | UDI   | Anne Gérin                 |       | UDI   |
| Voiron               | Julien Polat          |       | LR    | Julien Polat               |       | LR    |

## Résultats par canton
Les binômes sont présentés par ordre décroissant des résultats au premier tour. En cas de victoire au second tour du binôme arrivé en deuxième place au premier, ses résultats sont indiqués en gras. 

### Canton de la Bièvre
| Candidats                | Candidats                | Partis                   | Nuance                   | Nuance                   | Premier tour | Premier tour | Second tour | Second tour |
| Candidats                | Candidats                | Partis                   | Nuance                   | Nuance                   | Voix         | %            | Voix        | %           |
| ------------------------ | ------------------------ | ------------------------ | ------------------------ | ------------------------ | ------------ | ------------ | ----------- | ----------- |
|                          | Jean-Pierre Barbier,     | LR                       | LR                       | LR                       | 7 031        | 63,34        | 8 218       | 76,35       |
|                          | Claire Debost            | LR                       | LR                       | LR                       | 7 031        | 63,34        | 8 218       | 76,35       |
|                          | Julie Magnea             | DVG                      | UGÉ                      | UGÉ                      | 2 229        | 20,08        | 2 546       | 23,65       |
|                          | Rémi Saintemarie         | EÉLV                     | UGÉ                      | UGÉ                      | 2 229        | 20,08        | 2 546       | 23,65       |
|                          | Martine David            | RN                       | RN                       | RN                       | 1 638        | 14,76        |             |             |
|                          | Thierry Perez            | RN                       | RN                       | RN                       | 1 638        | 14,76        |             |             |
|                          | Christian Faye           | DLF                      | DSV                      | DSV                      | 202          | 1,82         |             |             |
|                          | Isabelle Nuel            | DLF                      | DSV                      | DSV                      | 202          | 1,82         |             |             |
|                          |                          |                          |                          |                          |              |              |             |             |
| Suffrages exprimés       | Suffrages exprimés       | Suffrages exprimés       | Suffrages exprimés       | Suffrages exprimés       | 11 100       | 96,50        | 10 764      | 95,32       |
| Votes blancs             | Votes blancs             | Votes blancs             | Votes blancs             | Votes blancs             | 310          | 2,69         | 382         | 3,38        |
| Votes nuls               | Votes nuls               | Votes nuls               | Votes nuls               | Votes nuls               | 93           | 0,81         | 147         | 1,30        |
| Total                    | Total                    | Total                    | Total                    | Total                    | 11 503       | 100          | 11 293      | 100         |
| Abstention               | Abstention               | Abstention               | Abstention               | Abstention               | 21 057       | 64,67        | 21 270      | 65,32       |
| Inscrits / participation | Inscrits / participation | Inscrits / participation | Inscrits / participation | Inscrits / participation | 32 560       | 35,33        | 32 563      | 34,68       |

### Canton de Bourgoin-Jallieu
| Candidats                | Candidats                | Partis                   | Nuance                   | Nuance                   | Premier tour | Premier tour | Second tour | Second tour |
| Candidats                | Candidats                | Partis                   | Nuance                   | Nuance                   | Voix         | %            | Voix        | %           |
| ------------------------ | ------------------------ | ------------------------ | ------------------------ | ------------------------ | ------------ | ------------ | ----------- | ----------- |
|                          | Mireille Blanc-Voutier   | LR                       | UCD                      | UCD                      | 3 903        | 40,08        | 5 695       | 60,42       |
|                          | Vincent Chriqui          | LR                       | UCD                      | UCD                      | 3 903        | 40,08        | 5 695       | 60,42       |
|                          | Jean-Philippe Bayon      | EÉLV                     | UGÉ                      | UGÉ                      | 2 681        | 27,53        | 3 731       | 39,58       |
|                          | Isabelle Renard          | G.s                      | UGÉ                      | UGÉ                      | 2 681        | 27,53        | 3 731       | 39,58       |
|                          | Yolande Reynaud          | RN                       | RN                       | RN                       | 2 025        | 20,79        |             |             |
|                          | Antonny Turchetti        | RN                       | RN                       | RN                       | 2 025        | 20,79        |             |             |
|                          | Sonia-Sarah Bakrim       | LREM                     | REM                      | REM                      | 1 129        | 11,59        |             |             |
|                          | Jean-Claude Pardal       | LREM                     | REM                      | REM                      | 1 129        | 11,59        |             |             |
|                          |                          |                          |                          |                          |              |              |             |             |
| Suffrages exprimés       | Suffrages exprimés       | Suffrages exprimés       | Suffrages exprimés       | Suffrages exprimés       | 9 738        | 95,76        | 9 426       | 92,24       |
| Votes blancs             | Votes blancs             | Votes blancs             | Votes blancs             | Votes blancs             | 274          | 2,69         | 507         | 4,96        |
| Votes nuls               | Votes nuls               | Votes nuls               | Votes nuls               | Votes nuls               | 157          | 1,54         | 286         | 2,80        |
| Total                    | Total                    | Total                    | Total                    | Total                    | 10 169       | 100          | 10 219      | 100         |
| Abstention               | Abstention               | Abstention               | Abstention               | Abstention               | 26 246       | 72,07        | 26 200      | 71,94       |
| Inscrits / participation | Inscrits / participation | Inscrits / participation | Inscrits / participation | Inscrits / participation | 36 415       | 27,93        | 36 419      | 28,06       |

### Canton de Chartreuse-Guiers
| Candidats                | Candidats                   | Partis                   | Nuance                   | Nuance                   | Premier tour | Premier tour | Second tour | Second tour |
| Candidats                | Candidats                   | Partis                   | Nuance                   | Nuance                   | Voix         | %            | Voix        | %           |
| ------------------------ | --------------------------- | ------------------------ | ------------------------ | ------------------------ | ------------ | ------------ | ----------- | ----------- |
|                          | Céline Dolgopyatoff-Burlet, | DVD                      | DVC                      | DVC                      | 3 567        | 45,91        | 4 979       | 65,03       |
|                          | Roger Marcel                | DVD                      | DVC                      | DVC                      | 3 567        | 45,91        | 4 979       | 65,03       |
|                          | Jean-Marc Fugier            | DVG                      | UGÉ                      | UGÉ                      | 2 438        | 31,38        | 2 678       | 34,97       |
|                          | Nicole Pignard-Marthod      | DVG                      | UGÉ                      | UGÉ                      | 2 438        | 31,38        | 2 678       | 34,97       |
|                          | Muriel Burgaz               | RN                       | RN                       | RN                       | 1 765        | 22,72        |             |             |
|                          | Franck Pantuso              | RN                       | RN                       | RN                       | 1 765        | 22,72        |             |             |
|                          |                             |                          |                          |                          |              |              |             |             |
| Suffrages exprimés       | Suffrages exprimés          | Suffrages exprimés       | Suffrages exprimés       | Suffrages exprimés       | 7 770        | 96,53        | 7 657       | 94,67       |
| Votes blancs             | Votes blancs                | Votes blancs             | Votes blancs             | Votes blancs             | 196          | 2,44         | 310         | 3,83        |
| Votes nuls               | Votes nuls                  | Votes nuls               | Votes nuls               | Votes nuls               | 83           | 1,03         | 121         | 1,50        |
| Total                    | Total                       | Total                    | Total                    | Total                    | 8 049        | 100          | 8 088       | 100         |
| Abstention               | Abstention                  | Abstention               | Abstention               | Abstention               | 17 590       | 68,61        | 17 564      | 68,47       |
| Inscrits / participation | Inscrits / participation    | Inscrits / participation | Inscrits / participation | Inscrits / participation | 25 639       | 31,39        | 25 652      | 31,53       |

### Canton de Charvieu-Chavagneux
| Candidats                | Candidats                | Partis                   | Nuance                   | Nuance                   | Premier tour | Premier tour | Second tour | Second tour |
| Candidats                | Candidats                | Partis                   | Nuance                   | Nuance                   | Voix         | %            | Voix        | %           |
| ------------------------ | ------------------------ | ------------------------ | ------------------------ | ------------------------ | ------------ | ------------ | ----------- | ----------- |
|                          | Gérard Dézempte          | LR                       | LR                       | LR                       | 4 210        | 40,19        | 6 315       | 71,15       |
|                          | Annick Merle             | LR                       | LR                       | LR                       | 4 210        | 40,19        | 6 315       | 71,15       |
|                          | Guillaume Dos Santos     | RN                       | RN                       | RN                       | 2 198        | 20,98        | 2 565       | 28,85       |
|                          | Lydie Dumont             | RN                       | RN                       | RN                       | 2 198        | 20,98        | 2 565       | 28,85       |
|                          | Nicolas Gris             | LREM                     | UC                       | UC                       | 2 090        | 19,95        |             |             |
|                          | Cendra Motin             | LREM                     | UC                       | UC                       | 2 090        | 19,95        |             |             |
|                          | Cécile Dhainaut          | PCF                      | UGÉ                      | UGÉ                      | 1 977        | 18,87        |             |             |
|                          | Denis Pauget             | DVG                      | UGÉ                      | UGÉ                      | 1 977        | 18,87        |             |             |
|                          |                          |                          |                          |                          |              |              |             |             |
| Suffrages exprimés       | Suffrages exprimés       | Suffrages exprimés       | Suffrages exprimés       | Suffrages exprimés       | 10 475       | 97,09        | 8 890       | 84,43       |
| Votes blancs             | Votes blancs             | Votes blancs             | Votes blancs             | Votes blancs             | 216          | 2,00         | 1 272       | 12,08       |
| Votes nuls               | Votes nuls               | Votes nuls               | Votes nuls               | Votes nuls               | 98           | 0,91         | 367         | 3,49        |
| Total                    | Total                    | Total                    | Total                    | Total                    | 10 789       | 100          | 10 529      | 100         |
| Abstention               | Abstention               | Abstention               | Abstention               | Abstention               | 27 053       | 71,49        | 27 325      | 72,19       |
| Inscrits / participation | Inscrits / participation | Inscrits / participation | Inscrits / participation | Inscrits / participation | 37 842       | 28,51        | 37 854      | 27,81       |

### Canton d'Échirolles
| Candidats                | Candidats                | Partis                   | Nuance                   | Nuance                   | Premier tour | Premier tour | Second tour | Second tour |
| Candidats                | Candidats                | Partis                   | Nuance                   | Nuance                   | Voix         | %            | Voix        | %           |
| ------------------------ | ------------------------ | ------------------------ | ------------------------ | ------------------------ | ------------ | ------------ | ----------- | ----------- |
|                          | Daniel Bessiron,         | DVG                      | UG                       | UG                       | 2 274        | 31,17        | 3 651       | 50,40       |
|                          | Amandine Demore          | PCF                      | UG                       | UG                       | 2 274        | 31,17        | 3 651       | 50,40       |
|                          | Philippe Maldonado       | DVD                      | UCD                      | UCD                      | 1 985        | 27,21        | 3 593       | 49,60       |
|                          | Suzy Mavellia            | LREM                     | UCD                      | UCD                      | 1 985        | 27,21        | 3 593       | 49,60       |
|                          | Chloé Bailly             | RN                       | RN                       | RN                       | 1 655        | 22,68        |             |             |
|                          | Alexis Jolly             | RN                       | RN                       | RN                       | 1 655        | 22,68        |             |             |
|                          | Antar Labiod             | LFI                      | UGÉ                      | UGÉ                      | 1 382        | 18,94        |             |             |
|                          | Catherine Netoudykata    | DVG                      | UGÉ                      | UGÉ                      | 1 382        | 18,94        |             |             |
|                          |                          |                          |                          |                          |              |              |             |             |
| Suffrages exprimés       | Suffrages exprimés       | Suffrages exprimés       | Suffrages exprimés       | Suffrages exprimés       | 7 296        | 96,62        | 7 244       | 93,59       |
| Votes blancs             | Votes blancs             | Votes blancs             | Votes blancs             | Votes blancs             | 158          | 2,09         | 340         | 4,39        |
| Votes nuls               | Votes nuls               | Votes nuls               | Votes nuls               | Votes nuls               | 97           | 1,28         | 156         | 2,02        |
| Total                    | Total                    | Total                    | Total                    | Total                    | 7 551        | 100          | 7 740       | 100         |
| Abstention               | Abstention               | Abstention               | Abstention               | Abstention               | 20 739       | 73,31        | 20 555      | 72,65       |
| Inscrits / participation | Inscrits / participation | Inscrits / participation | Inscrits / participation | Inscrits / participation | 7 551        | 26,69        | 28 295      | 27,35       |

### Canton de Fontaine-Seyssinet
| Candidats                | Candidats                | Partis                   | Nuance                   | Nuance                   | Premier tour | Premier tour | Second tour | Second tour |
| Candidats                | Candidats                | Partis                   | Nuance                   | Nuance                   | Voix         | %            | Voix        | %           |
| ------------------------ | ------------------------ | ------------------------ | ------------------------ | ------------------------ | ------------ | ------------ | ----------- | ----------- |
|                          | Claudine Didier          | PCF                      | UG                       | UG                       | 3 563        | 42,50        | 4 082       | 48,44       |
|                          | Sylvain Prat             | DVG                      | UG                       | UG                       | 3 563        | 42,50        | 4 082       | 48,44       |
|                          | Anne-Sophie Chardon      | DVD                      | DVC                      | DVC                      | 3 256        | 38,84        | 4 345       | 51,56       |
|                          | Christophe Revil         | DVD                      | DVC                      | DVC                      | 3 256        | 38,84        | 4 345       | 51,56       |
|                          | Brigitte Castryck        | RN                       | RN                       | RN                       | 1 565        | 18,67        |             |             |
|                          | Olivier Guyot            | RN                       | RN                       | RN                       | 1 565        | 18,67        |             |             |
|                          |                          |                          |                          |                          |              |              |             |             |
| Suffrages exprimés       | Suffrages exprimés       | Suffrages exprimés       | Suffrages exprimés       | Suffrages exprimés       | 8 384        | 96,47        | 8 427       | 94,48       |
| Votes blancs             | Votes blancs             | Votes blancs             | Votes blancs             | Votes blancs             | 200          | 2,30         | 345         | 3,87        |
| Votes nuls               | Votes nuls               | Votes nuls               | Votes nuls               | Votes nuls               | 107          | 1,23         | 147         | 1,65        |
| Total                    | Total                    | Total                    | Total                    | Total                    | 8 691        | 100          | 8 919       | 100         |
| Abstention               | Abstention               | Abstention               | Abstention               | Abstention               | 17 873       | 67,28        | 17 651      | 66,43       |
| Inscrits / participation | Inscrits / participation | Inscrits / participation | Inscrits / participation | Inscrits / participation | 26 564       | 32,72        | 26 570      | 33,57       |

### Canton de Fontaine-Vercors
| Candidats                | Candidats                | Partis                   | Nuance                   | Nuance                   | Premier tour | Premier tour | Second tour | Second tour |
| Candidats                | Candidats                | Partis                   | Nuance                   | Nuance                   | Voix         | %            | Voix        | %           |
| ------------------------ | ------------------------ | ------------------------ | ------------------------ | ------------------------ | ------------ | ------------ | ----------- | ----------- |
|                          | Nathalie Faure           | MoDem                    | UCD                      | UCD                      | 4 463        | 47,66        | 5 562       | 58,76       |
|                          | Franck Longo             | MoDem                    | UCD                      | UCD                      | 4 463        | 47,66        | 5 562       | 58,76       |
|                          | Camille Montmasson       | EÉLV                     | UGÉ                      | UGÉ                      | 3 515        | 37,53        | 3 904       | 41,24       |
|                          | Olivier Saint-Aman       | DVG                      | UGÉ                      | UGÉ                      | 3 515        | 37,53        | 3 904       | 41,24       |
|                          | Patrick Ferard           | RN                       | RN                       | RN                       | 1 387        | 14,81        |             |             |
|                          | Sandrine Pimont          | RN                       | RN                       | RN                       | 1 387        | 14,81        |             |             |
|                          |                          |                          |                          |                          |              |              |             |             |
| Suffrages exprimés       | Suffrages exprimés       | Suffrages exprimés       | Suffrages exprimés       | Suffrages exprimés       | 9 365        | 96,69        | 9 466       | 95,18       |
| Votes blancs             | Votes blancs             | Votes blancs             | Votes blancs             | Votes blancs             | 217          | 2,24         | 326         | 3,28        |
| Votes nuls               | Votes nuls               | Votes nuls               | Votes nuls               | Votes nuls               | 104          | 1,07         | 153         | 1,54        |
| Total                    | Total                    | Total                    | Total                    | Total                    | 9 686        | 100          | 9 945       | 100         |
| Abstention               | Abstention               | Abstention               | Abstention               | Abstention               | 18 080       | 65,12        | 17 829      | 64,19       |
| Inscrits / participation | Inscrits / participation | Inscrits / participation | Inscrits / participation | Inscrits / participation | 27 766       | 34,88        | 2 774       | 35,81       |

### Canton du Grand-Lemps
| Candidats                | Candidats                | Partis                   | Nuance                   | Nuance                   | Premier tour | Premier tour | Second tour | Second tour |
| Candidats                | Candidats                | Partis                   | Nuance                   | Nuance                   | Voix         | %            | Voix        | %           |
| ------------------------ | ------------------------ | ------------------------ | ------------------------ | ------------------------ | ------------ | ------------ | ----------- | ----------- |
|                          | Cyrille Madinier         | LR                       | UD                       | UD                       | 2 484        | 28,52        | 4 243       | 55,01       |
|                          | Isabelle Mugnier         | DVD                      | UD                       | UD                       | 2 484        | 28,52        | 4 243       | 55,01       |
|                          | Sylviane Colussi         | LREM                     | REM                      | REM                      | 2 273        | 26,10        | 3 470       | 44,99       |
|                          | Michel Morel             | LREM                     | REM                      | REM                      | 2 273        | 26,10        | 3 470       | 44,99       |
|                          | José Nickel              | EÉLV                     | UGÉ                      | UGÉ                      | 2 240        | 25,72        |             |             |
|                          | Christine Provoost       | LFI                      | UGÉ                      | UGÉ                      | 2 240        | 25,72        |             |             |
|                          | Jean-Charles Genin       | RN                       | RN                       | RN                       | 1 712        | 19,66        |             |             |
|                          | Nathalie Simon           | RN                       | RN                       | RN                       | 1 712        | 19,66        |             |             |
|                          |                          |                          |                          |                          |              |              |             |             |
| Suffrages exprimés       | Suffrages exprimés       | Suffrages exprimés       | Suffrages exprimés       | Suffrages exprimés       | 8 709        | 96,13        | 7 713       | 86,28       |
| Votes blancs             | Votes blancs             | Votes blancs             | Votes blancs             | Votes blancs             | 253          | 2,79         | 973         | 10,88       |
| Votes nuls               | Votes nuls               | Votes nuls               | Votes nuls               | Votes nuls               | 98           | 1,08         | 254         | 2,84        |
| Total                    | Total                    | Total                    | Total                    | Total                    | 9 060        | 100          | 8 940       | 100         |
| Abstention               | Abstention               | Abstention               | Abstention               | Abstention               | 18 085       | 66,62        | 18 207      | 67,07       |
| Inscrits / participation | Inscrits / participation | Inscrits / participation | Inscrits / participation | Inscrits / participation | 27 145       | 33,38        | 27 147      | 32,93       |

### Canton de Grenoble-1
| Candidats                | Candidats                | Partis                   | Nuance                   | Nuance                   | Premier tour | Premier tour | Second tour | Second tour |
| Candidats                | Candidats                | Partis                   | Nuance                   | Nuance                   | Voix         | %            | Voix        | %           |
| ------------------------ | ------------------------ | ------------------------ | ------------------------ | ------------------------ | ------------ | ------------ | ----------- | ----------- |
|                          | Sophie Romera            | LFI                      | UGÉ                      | UGÉ                      | 4 380        | 59,41        | 4 825       | 66,89       |
|                          | Benjamin Trocmé          | EÉLV                     | UGÉ                      | UGÉ                      | 4 380        | 59,41        | 4 825       | 66,89       |
|                          | Louve Carrière           | LREM                     | REM                      | REM                      | 1 222        | 16,57        | 2 388       | 33,11       |
|                          | Alain Cœur               | LREM                     | REM                      | REM                      | 1 222        | 16,57        | 2 388       | 33,11       |
|                          | Romain Branche           | LR                       | LR                       | LR                       | 938          | 12,72        |             |             |
|                          | Isabelle Pelloux-Gervais | LR                       | LR                       | LR                       | 938          | 12,72        |             |             |
|                          | Axelle Desplanques       | RN                       | RN                       | RN                       | 833          | 11,30        |             |             |
|                          | Grégory Tissot           | RN                       | RN                       | RN                       | 833          | 11,30        |             |             |
|                          |                          |                          |                          |                          |              |              |             |             |
| Suffrages exprimés       | Suffrages exprimés       | Suffrages exprimés       | Suffrages exprimés       | Suffrages exprimés       | 7 373        | 97,06        | 7 213       | 92,47       |
| Votes blancs             | Votes blancs             | Votes blancs             | Votes blancs             | Votes blancs             | 146          | 1,92         | 423         | 5,42        |
| Votes nuls               | Votes nuls               | Votes nuls               | Votes nuls               | Votes nuls               | 77           | 1,01         | 164         | 2,10        |
| Total                    | Total                    | Total                    | Total                    | Total                    | 7 596        | 100          | 7 800       | 100         |
| Abstention               | Abstention               | Abstention               | Abstention               | Abstention               | 16 404       | 68,35        | 16 208      | 67,51       |
| Inscrits / participation | Inscrits / participation | Inscrits / participation | Inscrits / participation | Inscrits / participation | 24 000       | 31,65        | 24 008      | 32,49       |

### Canton de Grenoble-2
| Candidats                | Candidats                  | Partis                   | Nuance                   | Nuance                   | Premier tour | Premier tour | Second tour | Second tour |
| Candidats                | Candidats                  | Partis                   | Nuance                   | Nuance                   | Voix         | %            | Voix        | %           |
| ------------------------ | -------------------------- | ------------------------ | ------------------------ | ------------------------ | ------------ | ------------ | ----------- | ----------- |
|                          | Jérôme Cucarollo           | EÉLV                     | UGÉ                      | UGÉ                      | 4 598        | 42,25        | 6 418       | 58,97       |
|                          | Eléonore Kazazian-Balestas | DVG                      | UGÉ                      | UGÉ                      | 4 598        | 42,25        | 6 418       | 58,97       |
|                          | Stéphane Dupont-Ferrier    | DVD                      | DVD                      | DVD                      | 2 534        | 23,29        | 4 466       | 41,03       |
|                          | Dominique Spini Alim       | DVD                      | DVD                      | DVD                      | 2 534        | 23,29        | 4 466       | 41,03       |
|                          | Sylvain Laval              | DVG                      | DVG                      | DVG                      | 2 388        | 21,94        |             |             |
|                          | Sabrina Seghier            | DVG                      | DVG                      | DVG                      | 2 388        | 21,94        |             |             |
|                          | Sylviane Postel            | RN                       | RN                       | RN                       | 1 149        | 10,56        |             |             |
|                          | Jean-Louis Virette         | RN                       | RN                       | RN                       | 1 149        | 10,56        |             |             |
|                          | Kathy Perez                | DIV                      | DIV                      | DIV                      | 213          | 1,96         |             |             |
|                          | François-Marie Périer      | DIV                      | DIV                      | DIV                      | 213          | 1,96         |             |             |
|                          |                            |                          |                          |                          |              |              |             |             |
| Suffrages exprimés       | Suffrages exprimés         | Suffrages exprimés       | Suffrages exprimés       | Suffrages exprimés       | 10 882       | 97,45        | 10 884      | 95,13       |
| Votes blancs             | Votes blancs               | Votes blancs             | Votes blancs             | Votes blancs             | 195          | 1,75         | 394         | 3,44        |
| Votes nuls               | Votes nuls                 | Votes nuls               | Votes nuls               | Votes nuls               | 90           | 0,81         | 163         | 1,42        |
| Total                    | Total                      | Total                    | Total                    | Total                    | 11 167       | 100          | 11 441      | 100         |
| Abstention               | Abstention                 | Abstention               | Abstention               | Abstention               | 19 334       | 63,39        | 19 064      | 62,49       |
| Inscrits / participation | Inscrits / participation   | Inscrits / participation | Inscrits / participation | Inscrits / participation | 30 501       | 36,61        | 30 505      | 37,51       |

### Canton de Grenoble-3
| Candidats                | Candidats                | Partis                   | Nuance                   | Nuance                   | Premier tour | Premier tour | Second tour | Second tour |
| Candidats                | Candidats                | Partis                   | Nuance                   | Nuance                   | Voix         | %            | Voix        | %           |
| ------------------------ | ------------------------ | ------------------------ | ------------------------ | ------------------------ | ------------ | ------------ | ----------- | ----------- |
|                          | Simon Billouet           | LFI                      | UGÉ                      | UGÉ                      | 4 000        | 54,73        | 4 698       | 63,17       |
|                          | Pauline Couvent          | EÉLV                     | UGÉ                      | UGÉ                      | 4 000        | 54,73        | 4 698       | 63,17       |
|                          | Sandra Hamedi            | DVD                      | UC                       | UC                       | 1 886        | 25,81        | 2 739       | 36,83       |
|                          | Adam Thiriet             | MoDem                    | UC                       | UC                       | 1 886        | 25,81        | 2 739       | 36,83       |
|                          | Valérie Gauvin           | RN                       | RN                       | RN                       | 1 051        | 14,38        |             |             |
|                          | Damien Orosco            | RN                       | RN                       | RN                       | 1 051        | 14,38        |             |             |
|                          | Nejia Bacha              | POID                     | EXG                      | EXG                      | 371          | 5,08         |             |             |
|                          | Romain Edwige            | POID                     | EXG                      | EXG                      | 371          | 5,08         |             |             |
|                          |                          |                          |                          |                          |              |              |             |             |
| Suffrages exprimés       | Suffrages exprimés       | Suffrages exprimés       | Suffrages exprimés       | Suffrages exprimés       | 7 308        | 95,70        | 7 437       | 94,34       |
| Votes blancs             | Votes blancs             | Votes blancs             | Votes blancs             | Votes blancs             | 245          | 3,21         | 320         | 4,06        |
| Votes nuls               | Votes nuls               | Votes nuls               | Votes nuls               | Votes nuls               | 83           | 1,09         | 126         | 1,60        |
| Total                    | Total                    | Total                    | Total                    | Total                    | 7 636        | 100          | 7 883       | 100         |
| Abstention               | Abstention               | Abstention               | Abstention               | Abstention               | 18 345       | 70,61        | 18 104      | 69,67       |
| Inscrits / participation | Inscrits / participation | Inscrits / participation | Inscrits / participation | Inscrits / participation | 25 981       | 29,39        | 25 987      | 30,33       |

### Canton de Grenoble-4
| Candidats                | Candidats                   | Partis                   | Nuance                   | Premier tour | Premier tour | Second tour | Second tour |
| Candidats                | Candidats                   | Partis                   | Nuance                   | Voix         | %            | Voix        | %           |
| ------------------------ | --------------------------- | ------------------------ | ------------------------ | ------------ | ------------ | ----------- | ----------- |
|                          | Amandine Germain            | PS                       | UG                       | 3 457        | 52,37        | 4 075       | 65,65       |
|                          | Pierre-Didier Tchetche-Apea | G.s                      | UG                       | 3 457        | 52,37        | 4 075       | 65,65       |
|                          | Bertrand Biju-Duval         | LREM                     | REM                      | 1 161        | 17,59        | 2 132       | 34,35       |
|                          | Angela Mokondjimobe         | LREM                     | REM                      | 1 161        | 17,59        | 2 132       | 34,35       |
|                          | Clément Chappet             | LR                       | LR                       | 1 050        | 15,91        |             |             |
|                          | Hanane Mansouri             | LR                       | LR                       | 1 050        | 15,91        |             |             |
|                          | Christel Dupre              | RN                       | RN                       | 933          | 14,13        |             |             |
|                          | Joseph Virone               | RN                       | RN                       | 933          | 14,13        |             |             |
|                          |                             |                          |                          |              |              |             |             |
| Suffrages exprimés       | Suffrages exprimés          | Suffrages exprimés       | Suffrages exprimés       | 6 601        | 96,87        | 6 207       | 89,89       |
| Votes blancs             | Votes blancs                | Votes blancs             | Votes blancs             | 148          | 2,17         | 461         | 6,68        |
| Votes nuls               | Votes nuls                  | Votes nuls               | Votes nuls               | 65           | 0,95         | 237         | 3,43        |
| Total                    | Total                       | Total                    | Total                    | 6 814        | 100          | 6 905       | 100         |
| Abstention               | Abstention                  | Abstention               | Abstention               | 17 186       | 71,61        | 17 092      | 71,23       |
| Inscrits / participation | Inscrits / participation    | Inscrits / participation | Inscrits / participation | 24 000       | 28,39        | 23 997      | 28,77       |

### Canton du Haut-Grésivaudan
| Candidats                | Candidats                | Partis                   | Nuance                   | Premier tour | Premier tour | Second tour | Second tour |
| Candidats                | Candidats                | Partis                   | Nuance                   | Voix         | %            | Voix        | %           |
| ------------------------ | ------------------------ | ------------------------ | ------------------------ | ------------ | ------------ | ----------- | ----------- |
|                          | Christophe Borg          | LR                       | UCD                      | 4 693        | 45,30        | 5 809       | 56,65       |
|                          | Martine Kohly            | UDI                      | UCD                      | 4 693        | 45,30        | 5 809       | 56,65       |
|                          | Florence Guesdon         | G.s                      | UGÉ                      | 3 963        | 38,26        | 4 445       | 43,35       |
|                          | Franck Pourchon          | EÉLV                     | UGÉ                      | 3 963        | 38,26        | 4 445       | 43,35       |
|                          | Anne Châtain             | RN                       | RN                       | 1 703        | 16,44        |             |             |
|                          | Jérôme Santana           | RN                       | RN                       | 1 703        | 16,44        |             |             |
|                          |                          |                          |                          |              |              |             |             |
| Suffrages exprimés       | Suffrages exprimés       | Suffrages exprimés       | Suffrages exprimés       | 10 359       | 96,84        | 10 254      | 95,25       |
| Votes blancs             | Votes blancs             | Votes blancs             | Votes blancs             | 252          | 2,36         | 391         | 3,63        |
| Votes nuls               | Votes nuls               | Votes nuls               | Votes nuls               | 86           | 0,80         | 120         | 1,11        |
| Total                    | Total                    | Total                    | Total                    | 10 697       | 100          | 10 765      | 100         |
| Abstention               | Abstention               | Abstention               | Abstention               | 22 312       | 67,59        | 22 312      | 67,40       |
| Inscrits / participation | Inscrits / participation | Inscrits / participation | Inscrits / participation | 33 009       | 32,41        | 33 024      | 32,60       |

### Canton de L'Isle-d'Abeau
| Candidats                | Candidats                | Partis                   | Nuance                   | Premier tour | Premier tour | Second tour | Second tour |
| Candidats                | Candidats                | Partis                   | Nuance                   | Voix         | %            | Voix        | %           |
| ------------------------ | ------------------------ | ------------------------ | ------------------------ | ------------ | ------------ | ----------- | ----------- |
|                          | Jean Papadopulo          | DVD                      | DVD                      | 3 842        | 48,52        | 4 968       | 64,86       |
|                          | Cathy Simon,             | UDI                      | DVD                      | 3 842        | 48,52        | 4 968       | 64,86       |
|                          | Allan Brunon-Adel        | LFI                      | UG                       | 2 315        | 29,23        | 2 691       | 35,14       |
|                          | Anne Verjus              | DVG                      | UG                       | 2 315        | 29,23        | 2 691       | 35,14       |
|                          | Alain Dias               | RN                       | RN                       | 1 762        | 22,25        |             |             |
|                          | Élodie Léglise           | RN                       | RN                       | 1 762        | 22,25        |             |             |
|                          |                          |                          |                          |              |              |             |             |
| Suffrages exprimés       | Suffrages exprimés       | Suffrages exprimés       | Suffrages exprimés       | 7 919        | 96,05        | 7 659       | 93,16       |
| Votes blancs             | Votes blancs             | Votes blancs             | Votes blancs             | 225          | 2,73         | 404         | 4,91        |
| Votes nuls               | Votes nuls               | Votes nuls               | Votes nuls               | 101          | 1,22         | 158         | 1,92        |
| Total                    | Total                    | Total                    | Total                    | 8 245        | 100          | 8 221       | 100         |
| Abstention               | Abstention               | Abstention               | Abstention               | 24 966       | 75,17        | 25 000      | 75,25       |
| Inscrits / participation | Inscrits / participation | Inscrits / participation | Inscrits / participation | 33 211       | 24,83        | 33 221      | 24,75       |

### Canton de Matheysine-Trièves
| Candidats                | Candidats                | Partis                   | Nuance                   | Nuance                   | Premier tour | Premier tour | Second tour | Second tour |
| Candidats                | Candidats                | Partis                   | Nuance                   | Nuance                   | Voix         | %            | Voix        | %           |
| ------------------------ | ------------------------ | ------------------------ | ------------------------ | ------------------------ | ------------ | ------------ | ----------- | ----------- |
|                          | Fabien Mulyk             | UDI                      | UCD                      | UCD                      | 5 396        | 53,19        | 6 326       | 62,38       |
|                          | Frédérique Puissat       | LR                       | UCD                      | UCD                      | 5 396        | 53,19        | 6 326       | 62,38       |
|                          | Madeleine Douillet       | DVG                      | UGÉ                      | UGÉ                      | 3 564        | 35,13        | 3 815       | 37,62       |
|                          | Fabrice Mauberret        | DVG                      | UGÉ                      | UGÉ                      | 3 564        | 35,13        | 3 815       | 37,62       |
|                          | Chrystèle Robert         | RN                       | RN                       | RN                       | 1 184        | 11,67        |             |             |
|                          | Amaury Serafin           | RN                       | RN                       | RN                       | 1 184        | 11,67        |             |             |
|                          |                          |                          |                          |                          |              |              |             |             |
| Suffrages exprimés       | Suffrages exprimés       | Suffrages exprimés       | Suffrages exprimés       | Suffrages exprimés       | 10 144       | 97,08        | 10 141      | 96,01       |
| Votes blancs             | Votes blancs             | Votes blancs             | Votes blancs             | Votes blancs             | 195          | 1,87         | 280         | 2,65        |
| Votes nuls               | Votes nuls               | Votes nuls               | Votes nuls               | Votes nuls               | 110          | 1,05         | 141         | 1,33        |
| Total                    | Total                    | Total                    | Total                    | Total                    | 10 449       | 100          | 10 562      | 100         |
| Abstention               | Abstention               | Abstention               | Abstention               | Abstention               | 13 294       | 55,99        | 13 185      | 55,52       |
| Inscrits / participation | Inscrits / participation | Inscrits / participation | Inscrits / participation | Inscrits / participation | 23 743       | 44,01        | 23 747      | 44,48       |

### Canton de Meylan
| Candidats                | Candidats                | Partis                   | Nuance                   | Nuance                   | Premier tour | Premier tour | Second tour | Second tour |
| Candidats                | Candidats                | Partis                   | Nuance                   | Nuance                   | Voix         | %            | Voix        | %           |
| ------------------------ | ------------------------ | ------------------------ | ------------------------ | ------------------------ | ------------ | ------------ | ----------- | ----------- |
|                          | Nicolas Retour           | GÉ                       | UGÉ                      | UGÉ                      | 4 580        | 35,87        | 5 613       | 46,65       |
|                          | Agnès Rollin             | DVG                      | UGÉ                      | UGÉ                      | 4 580        | 35,87        | 5 613       | 46,65       |
|                          | Franck Benhamou          | LREM                     | UC                       | UC                       | 3 534        | 27,68        | 6 418       | 53,35       |
|                          | Joëlle Hours             | MoDem                    | UC                       | UC                       | 3 534        | 27,68        | 6 418       | 53,35       |
|                          | Dominique Escaron        | DVD                      | UCD                      | UCD                      | 3 204        | 25,10        |             |             |
|                          | Agnès Menuel             | LR                       | UCD                      | UCD                      | 3 204        | 25,10        |             |             |
|                          | Isabelle Husson          | RN                       | RN                       | RN                       | 1 449        | 11,35        |             |             |
|                          | Meric Sanchez            | RN                       | RN                       | RN                       | 1 449        | 11,35        |             |             |
|                          |                          |                          |                          |                          |              |              |             |             |
| Suffrages exprimés       | Suffrages exprimés       | Suffrages exprimés       | Suffrages exprimés       | Suffrages exprimés       | 12 767       | 97,94        | 12 031      | 91,83       |
| Votes blancs             | Votes blancs             | Votes blancs             | Votes blancs             | Votes blancs             | 184          | 1,41         | 719         | 5,49        |
| Votes nuls               | Votes nuls               | Votes nuls               | Votes nuls               | Votes nuls               | 85           | 0,65         | 351         | 2,68        |
| Total                    | Total                    | Total                    | Total                    | Total                    | 13 036       | 100          | 13 101      | 100         |
| Abstention               | Abstention               | Abstention               | Abstention               | Abstention               | 20 624       | 61,27        | 20 568      | 61,09       |
| Inscrits / participation | Inscrits / participation | Inscrits / participation | Inscrits / participation | Inscrits / participation | 33 660       | 38,73        | 33 669      | 38,91       |

### Canton de Morestel
| Candidats                | Candidats                | Partis                   | Nuance                   | Nuance                   | Premier tour | Premier tour | Second tour | Second tour |
| Candidats                | Candidats                | Partis                   | Nuance                   | Nuance                   | Voix         | %            | Voix        | %           |
| ------------------------ | ------------------------ | ------------------------ | ------------------------ | ------------------------ | ------------ | ------------ | ----------- | ----------- |
|                          | Olivier Bonnard,         | LR                       | UCD                      | UCD                      | 3 352        | 42,62        | 4 424       | 55,24       |
|                          | Annie Pourtier           | LR                       | UCD                      | UCD                      | 3 352        | 42,62        | 4 424       | 55,24       |
|                          | Alexandre Bolleau        | PS                       | DVG                      | DVG                      | 2 458        | 31,26        | 3 584       | 44,76       |
|                          | Frédérique Luzet         | DVG                      | DVG                      | DVG                      | 2 458        | 31,26        | 3 584       | 44,76       |
|                          | Thomas Gagnieu           | RN                       | RN                       | RN                       | 1 882        | 23,93        |             |             |
|                          | Frédérique Salomon       | RN                       | RN                       | RN                       | 1 882        | 23,93        |             |             |
|                          | Patrick Lis              | LP                       | DSV                      | DSV                      | 172          | 2,19         |             |             |
|                          | Paulette Roure           | LP                       | DSV                      | DSV                      | 172          | 2,19         |             |             |
|                          |                          |                          |                          |                          |              |              |             |             |
| Suffrages exprimés       | Suffrages exprimés       | Suffrages exprimés       | Suffrages exprimés       | Suffrages exprimés       | 7 864        | 96,46        | 8 008       | 94,89       |
| Votes blancs             | Votes blancs             | Votes blancs             | Votes blancs             | Votes blancs             | 212          | 2,60         | 321         | 3,80        |
| Votes nuls               | Votes nuls               | Votes nuls               | Votes nuls               | Votes nuls               | 77           | 0,94         | 110         | 1,30        |
| Total                    | Total                    | Total                    | Total                    | Total                    | 8 153        | 100          | 8 439       | 100         |
| Abstention               | Abstention               | Abstention               | Abstention               | Abstention               | 19 675       | 70,70        | 19 394      | 69,68       |
| Inscrits / participation | Inscrits / participation | Inscrits / participation | Inscrits / participation | Inscrits / participation | 27 828       | 29,30        | 27 833      | 30,32       |

### Canton du Moyen Grésivaudan
| Candidats                | Candidats                | Partis                   | Nuance                   | Nuance                   | Premier tour | Premier tour | Second tour | Second tour |
| Candidats                | Candidats                | Partis                   | Nuance                   | Nuance                   | Voix         | %            | Voix        | %           |
| ------------------------ | ------------------------ | ------------------------ | ------------------------ | ------------------------ | ------------ | ------------ | ----------- | ----------- |
|                          | Bernard Michon           | PS                       | UGÉ                      | UGÉ                      | 4 553        | 37,65        | 5 893       | 48,19       |
|                          | Flavie Rebotier          | PS                       | UGÉ                      | UGÉ                      | 4 553        | 37,65        | 5 893       | 48,19       |
|                          | Annick Guichard          | DVD                      | DIV                      | DIV                      | 3 695        | 30,56        | 6 336       | 51,81       |
|                          | Christophe Suszylo       | DVD                      | DIV                      | DIV                      | 3 695        | 30,56        | 6 336       | 51,81       |
|                          | Jean-Luc Dubouis         | LREM                     | REM                      | REM                      | 2 463        | 20,37        |             |             |
|                          | Constance Paquez         | LREM                     | REM                      | REM                      | 2 463        | 20,37        |             |             |
|                          | Valentin Chenevas-Paule  | RN                       | RN                       | RN                       | 1 381        | 11,42        |             |             |
|                          | Nieves Nigro             | RN                       | RN                       | RN                       | 1 381        | 11,42        |             |             |
|                          |                          |                          |                          |                          |              |              |             |             |
| Suffrages exprimés       | Suffrages exprimés       | Suffrages exprimés       | Suffrages exprimés       | Suffrages exprimés       | 12 092       | 97,16        | 12 229      | 96,04       |
| Votes blancs             | Votes blancs             | Votes blancs             | Votes blancs             | Votes blancs             | 256          | 2,06         | 360         | 2,83        |
| Votes nuls               | Votes nuls               | Votes nuls               | Votes nuls               | Votes nuls               | 98           | 0,79         | 144         | 1,13        |
| Total                    | Total                    | Total                    | Total                    | Total                    | 12 446       | 100          | 12 733      | 100         |
| Abstention               | Abstention               | Abstention               | Abstention               | Abstention               | 22 844       | 64,73        | 22 545      | 63,91       |
| Inscrits / participation | Inscrits / participation | Inscrits / participation | Inscrits / participation | Inscrits / participation | 35 290       | 35,27        | 35 278      | 36,09       |

### Canton de l'Oisans-Romanche
| Candidats                | Candidats                | Partis                   | Nuance                   | Nuance                   | Premier tour | Premier tour | Second tour | Second tour |
| Candidats                | Candidats                | Partis                   | Nuance                   | Nuance                   | Voix         | %            | Voix        | %           |
| ------------------------ | ------------------------ | ------------------------ | ------------------------ | ------------------------ | ------------ | ------------ | ----------- | ----------- |
|                          | Marie Questiaux          | EÉLV                     | UGÉ                      | UGÉ                      | 4 265        | 49,33        | 4 965       | 57,19       |
|                          | Gilles Strapazzon,       | PS                       | UGÉ                      | UGÉ                      | 4 265        | 49,33        | 4 965       | 57,19       |
|                          | Brigitte Dulong          | DVD                      | DVC                      | DVC                      | 2 871        | 33,21        | 3 717       | 42,81       |
|                          | Guy Verney               | DVD                      | DVC                      | DVC                      | 2 871        | 33,21        | 3 717       | 42,81       |
|                          | Anne-Claire Soriano      | RN                       | RN                       | RN                       | 1 213        | 14,03        |             |             |
|                          | Laurent Soubeyrand       | RN                       | RN                       | RN                       | 1 213        | 14,03        |             |             |
|                          | Grégory Manoukian        | MHAN                     | ÉCO                      | ÉCO                      | 297          | 3,44         |             |             |
|                          | Sandrine Moser           | MHAN                     | ÉCO                      | ÉCO                      | 297          | 3,44         |             |             |
|                          |                          |                          |                          |                          |              |              |             |             |
| Suffrages exprimés       | Suffrages exprimés       | Suffrages exprimés       | Suffrages exprimés       | Suffrages exprimés       | 8 646        | 96,95        | 8 682       | 95,50       |
| Votes blancs             | Votes blancs             | Votes blancs             | Votes blancs             | Votes blancs             | 194          | 2,18         | 269         | 2,96        |
| Votes nuls               | Votes nuls               | Votes nuls               | Votes nuls               | Votes nuls               | 78           | 0,87         | 140         | 1,54        |
| Total                    | Total                    | Total                    | Total                    | Total                    | 8 918        | 100          | 9 091       | 100         |
| Abstention               | Abstention               | Abstention               | Abstention               | Abstention               | 17 466       | 66,20        | 17 301      | 65,55       |
| Inscrits / participation | Inscrits / participation | Inscrits / participation | Inscrits / participation | Inscrits / participation | 26 384       | 33,80        | 26 392      | 34,45       |

### Canton du Pont-de-Claix
| Candidats                | Candidats                | Partis                   | Nuance                   | Nuance                   | Premier tour | Premier tour | Second tour | Second tour |
| Candidats                | Candidats                | Partis                   | Nuance                   | Nuance                   | Voix         | %            | Voix        | %           |
| ------------------------ | ------------------------ | ------------------------ | ------------------------ | ------------------------ | ------------ | ------------ | ----------- | ----------- |
|                          | Michel Doffagne          | DVD                      | UCD                      | UCD                      | 2 481        | 25,45        | 5 282       | 55,75       |
|                          | Sandrine Martin-Grand,   | LR                       | UCD                      | UCD                      | 2 481        | 25,45        | 5 282       | 55,75       |
|                          | Laure Gatel              | EÉLV                     | UGÉ                      | UGÉ                      | 2 057        | 21,10        | 4 193       | 44,25       |
|                          | Stéphane Giuga           | LFI                      | UGÉ                      | UGÉ                      | 2 057        | 21,10        | 4 193       | 44,25       |
|                          | Sam Toscano              | DVG                      | UGÉ                      | UGÉ                      | 1 940        | 19,90        |             |             |
|                          | Céline Viola             | DVG                      | UGÉ                      | UGÉ                      | 1 940        | 19,90        |             |             |
|                          | Florian                  | RN                       | RN                       | RN                       | 1 818        | 18,65        |             |             |
|                          | Céline Lefevre           | RN                       | RN                       | RN                       | 1 818        | 18,65        |             |             |
|                          | Lydie Gonzalez           | LREM                     | UC                       | UC                       | 1 451        | 14,89        |             |             |
|                          | Claude Soullier          | LR                       | UC                       | UC                       | 1 451        | 14,89        |             |             |
|                          |                          |                          |                          |                          |              |              |             |             |
| Suffrages exprimés       | Suffrages exprimés       | Suffrages exprimés       | Suffrages exprimés       | Suffrages exprimés       | 9 747        | 96,99        | 9 475       | 92,97       |
| Votes blancs             | Votes blancs             | Votes blancs             | Votes blancs             | Votes blancs             | 220          | 2,19         | 509         | 4,99        |
| Votes nuls               | Votes nuls               | Votes nuls               | Votes nuls               | Votes nuls               | 82           | 0,82         | 207         | 2,03        |
| Total                    | Total                    | Total                    | Total                    | Total                    | 10 049       | 100          | 10 191      | 100         |
| Abstention               | Abstention               | Abstention               | Abstention               | Abstention               | 23 494       | 70,04        | 23 358      | 69,62       |
| Inscrits / participation | Inscrits / participation | Inscrits / participation | Inscrits / participation | Inscrits / participation | 33 543       | 29,96        | 33 549      | 30,38       |

### Canton de Roussillon
| Candidats                | Candidats                | Partis                   | Nuance                   | Nuance                   | Premier tour | Premier tour | Second tour | Second tour |
| Candidats                | Candidats                | Partis                   | Nuance                   | Nuance                   | Voix         | %            | Voix        | %           |
| ------------------------ | ------------------------ | ------------------------ | ------------------------ | ------------------------ | ------------ | ------------ | ----------- | ----------- |
|                          | Robert Duranton          | LR                       | DVD                      | DVD                      | 3 086        | 33,96        | 5 537       | 61,50       |
|                          | Christelle Grangeot      | DVD                      | DVD                      | DVD                      | 3 086        | 33,96        | 5 537       | 61,50       |
|                          | Béatrice Moulin-Martin   | DVG                      | UG                       | UG                       | 2 487        | 27,37        | 3 466       | 38,50       |
|                          | Gilles Vial              | PCF                      | UG                       | UG                       | 2 487        | 27,37        | 3 466       | 38,50       |
|                          | Nathalie Binetruy        | RN                       | RN                       | RN                       | 2 138        | 23,53        |             |             |
|                          | Jean-Philippe Lefevre    | RN                       | RN                       | RN                       | 2 138        | 23,53        |             |             |
|                          | Carole Durieux           | LREM                     | REM                      | REM                      | 1 375        | 15,13        |             |             |
|                          | Raphaël Gauthier         | LREM                     | REM                      | REM                      | 1 375        | 15,13        |             |             |
|                          |                          |                          |                          |                          |              |              |             |             |
| Suffrages exprimés       | Suffrages exprimés       | Suffrages exprimés       | Suffrages exprimés       | Suffrages exprimés       | 9 086        | 96,65        | 9 003       | 94,05       |
| Votes blancs             | Votes blancs             | Votes blancs             | Votes blancs             | Votes blancs             | 217          | 2,31         | 400         | 4,18        |
| Votes nuls               | Votes nuls               | Votes nuls               | Votes nuls               | Votes nuls               | 98           | 1,04         | 170         | 1,78        |
| Total                    | Total                    | Total                    | Total                    | Total                    | 9 401        | 100          | 9 573       | 100         |
| Abstention               | Abstention               | Abstention               | Abstention               | Abstention               | 22 734       | 70,75        | 22 571      | 70,22       |
| Inscrits / participation | Inscrits / participation | Inscrits / participation | Inscrits / participation | Inscrits / participation | 32 135       | 29,25        | 32 144      | 29,78       |

### Canton de Saint-Martin-d'Hères
| Candidats                | Candidats                | Partis                   | Nuance                   | Nuance                   | Premier tour | Premier tour | Second tour | Second tour |
| Candidats                | Candidats                | Partis                   | Nuance                   | Nuance                   | Voix         | %            | Voix        | %           |
| ------------------------ | ------------------------ | ------------------------ | ------------------------ | ------------------------ | ------------ | ------------ | ----------- | ----------- |
|                          | Françoise Gerbier        | PCF                      | COM                      | COM                      | 2 591        | 38,44        | 3 445       | 57,61       |
|                          | David Queiros,           | PCF                      | COM                      | COM                      | 2 591        | 38,44        | 3 445       | 57,61       |
|                          | Raphaël Pougnard         | EÉLV                     | ÉCO                      | ÉCO                      | 1 526        | 22,64        | 2 535       | 42,39       |
|                          | Sigrid Thomas            | EÉLV                     | ÉCO                      | ÉCO                      | 1 526        | 22,64        | 2 535       | 42,39       |
|                          | Corinne Le Quellenec     | RN                       | RN                       | RN                       | 1 078        | 15,99        |             |             |
|                          | Pierre Peronnard         | RN                       | RN                       | RN                       | 1 078        | 15,99        |             |             |
|                          | Philippe Charlot         | LREM                     | REM                      | REM                      | 818          | 12,13        |             |             |
|                          | Haifa Chorfa             | LREM                     | REM                      | REM                      | 818          | 12,13        |             |             |
|                          | Sylvain Stamboulian      | DVD                      | UCD                      | UCD                      | 728          | 10,80        |             |             |
|                          | Asra Wassfi              | LR                       | UCD                      | UCD                      | 728          | 10,80        |             |             |
|                          |                          |                          |                          |                          |              |              |             |             |
| Suffrages exprimés       | Suffrages exprimés       | Suffrages exprimés       | Suffrages exprimés       | Suffrages exprimés       | 6 741        | 97,12        | 5 980       | 86,78       |
| Votes blancs             | Votes blancs             | Votes blancs             | Votes blancs             | Votes blancs             | 117          | 1,69         | 631         | 9,16        |
| Votes nuls               | Votes nuls               | Votes nuls               | Votes nuls               | Votes nuls               | 83           | 1,20         | 280         | 4,06        |
| Total                    | Total                    | Total                    | Total                    | Total                    | 6 941        | 100          | 6 891       | 100         |
| Abstention               | Abstention               | Abstention               | Abstention               | Abstention               | 17 173       | 71,22        | 17 232      | 71,43       |
| Inscrits / participation | Inscrits / participation | Inscrits / participation | Inscrits / participation | Inscrits / participation | 24 114       | 28,78        | 24 123      | 28,57       |

### Canton du Sud Grésivaudan
| Candidats                | Candidats                | Partis                   | Nuance                   | Nuance                   | Premier tour | Premier tour | Second tour | Second tour |
| Candidats                | Candidats                | Partis                   | Nuance                   | Nuance                   | Voix         | %            | Voix        | %           |
| ------------------------ | ------------------------ | ------------------------ | ------------------------ | ------------------------ | ------------ | ------------ | ----------- | ----------- |
|                          | Imen de Smedt            | DVD                      | DVC                      | DVC                      | 5 694        | 54,20        | 7 097       | 70,64       |
|                          | Bernard Perazio,         | DVD                      | DVC                      | DVC                      | 5 694        | 54,20        | 7 097       | 70,64       |
|                          | Brigitte Briel           | G.s                      | UGÉ                      | UGÉ                      | 2 680        | 25,51        | 2 950       | 29,36       |
|                          | Christophe Ghersinu      | PCF                      | UGÉ                      | UGÉ                      | 2 680        | 25,51        | 2 950       | 29,36       |
|                          | Véronique Arrue          | RN                       | RN                       | RN                       | 2 132        | 20,29        |             |             |
|                          | Sylvain Gaudineau        | RN                       | RN                       | RN                       | 2 132        | 20,29        |             |             |
|                          |                          |                          |                          |                          |              |              |             |             |
| Suffrages exprimés       | Suffrages exprimés       | Suffrages exprimés       | Suffrages exprimés       | Suffrages exprimés       | 10 506       | 96,70        | 10 047      | 94,21       |
| Votes blancs             | Votes blancs             | Votes blancs             | Votes blancs             | Votes blancs             | 265          | 2,44         | 474         | 4,44        |
| Votes nuls               | Votes nuls               | Votes nuls               | Votes nuls               | Votes nuls               | 93           | 0,86         | 143         | 1,34        |
| Total                    | Total                    | Total                    | Total                    | Total                    | 10 864       | 100          | 10 664      | 100         |
| Abstention               | Abstention               | Abstention               | Abstention               | Abstention               | 20 031       | 64,84        | 20 235      | 65,49       |
| Inscrits / participation | Inscrits / participation | Inscrits / participation | Inscrits / participation | Inscrits / participation | 30 895       | 35,16        | 30 899      | 34,51       |

### Canton de La Tour-du-Pin
| Candidats                | Candidats                | Partis                   | Nuance                   | Nuance                   | Premier tour | Premier tour | Second tour | Second tour |
| Candidats                | Candidats                | Partis                   | Nuance                   | Nuance                   | Voix         | %            | Voix        | %           |
| ------------------------ | ------------------------ | ------------------------ | ------------------------ | ------------------------ | ------------ | ------------ | ----------- | ----------- |
|                          | Delphine Hartmann        | Agir                     | UCD                      | UCD                      | 3 845        | 50,77        | 5 538       | 75,99       |
|                          | Fabien Rajon             | LR                       | UCD                      | UCD                      | 3 845        | 50,77        | 5 538       | 75,99       |
|                          | Nathalie Germain         | RN                       | RN                       | RN                       | 1 586        | 20,94        | 1 750       | 24,01       |
|                          | Marc Magnoux             | RN                       | RN                       | RN                       | 1 586        | 20,94        | 1 750       | 24,01       |
|                          | Catherine Ciocci         | DVG                      | UG                       | UG                       | 1 576        | 20,81        |             |             |
|                          | Didier Frémy             | DVG                      | UG                       | UG                       | 1 576        | 20,81        |             |             |
|                          | Sylvie Blanc             | DIV                      | DIV                      | DIV                      | 402          | 5,31         |             |             |
|                          | Frédéric Cappe           | DIV                      | DIV                      | DIV                      | 402          | 5,31         |             |             |
|                          | Emmanuel Feltin          | DVD                      | DVC                      | DVC                      | 164          | 2,17         |             |             |
|                          | Audrey Gubian            | DVD                      | DVC                      | DVC                      | 164          | 2,17         |             |             |
|                          |                          |                          |                          |                          |              |              |             |             |
| Suffrages exprimés       | Suffrages exprimés       | Suffrages exprimés       | Suffrages exprimés       | Suffrages exprimés       | 7 573        | 96,99        | 7 288       | 90,82       |
| Votes blancs             | Votes blancs             | Votes blancs             | Votes blancs             | Votes blancs             | 164          | 2,10         | 592         | 7,38        |
| Votes nuls               | Votes nuls               | Votes nuls               | Votes nuls               | Votes nuls               | 71           | 0,91         | 145         | 1,81        |
| Total                    | Total                    | Total                    | Total                    | Total                    | 7 808        | 100          | 8 025       | 100         |
| Abstention               | Abstention               | Abstention               | Abstention               | Abstention               | 18 182       | 69,96        | 17 971      | 69,13       |
| Inscrits / participation | Inscrits / participation | Inscrits / participation | Inscrits / participation | Inscrits / participation | 25 990       | 30,04        | 25 996      | 30,87       |

### Canton de Tullins
| Candidats                | Candidats                | Partis                   | Nuance                   | Nuance                   | Premier tour | Premier tour | Second tour | Second tour |
| Candidats                | Candidats                | Partis                   | Nuance                   | Nuance                   | Voix         | %            | Voix        | %           |
| ------------------------ | ------------------------ | ------------------------ | ------------------------ | ------------------------ | ------------ | ------------ | ----------- | ----------- |
|                          | Amélie Girerd            | PS                       | UG                       | UG                       | 4 732        | 56,41        | 5 252       | 63,23       |
|                          | André Vallini            | PS                       | UG                       | UG                       | 4 732        | 56,41        | 5 252       | 63,23       |
|                          | Delphine Nadjar-Arthaud  | DVD                      | UCD                      | UCD                      | 2 197        | 26,19        | 3 054       | 36,77       |
|                          | Julien Stevant           | DVD                      | UCD                      | UCD                      | 2 197        | 26,19        | 3 054       | 36,77       |
|                          | Mickaël Julian           | RN                       | RN                       | RN                       | 1 459        | 17,39        |             |             |
|                          | Annie Santucci           | RN                       | RN                       | RN                       | 1 459        | 17,39        |             |             |
|                          |                          |                          |                          |                          |              |              |             |             |
| Suffrages exprimés       | Suffrages exprimés       | Suffrages exprimés       | Suffrages exprimés       | Suffrages exprimés       | 8 388        | 96,26        | 8 306       | 94,35       |
| Votes blancs             | Votes blancs             | Votes blancs             | Votes blancs             | Votes blancs             | 235          | 2,70         | 354         | 4,02        |
| Votes nuls               | Votes nuls               | Votes nuls               | Votes nuls               | Votes nuls               | 91           | 1,04         | 143         | 1,62        |
| Total                    | Total                    | Total                    | Total                    | Total                    | 8 714        | 100          | 8 803       | 100         |
| Abstention               | Abstention               | Abstention               | Abstention               | Abstention               | 19 610       | 69,23        | 19 529      | 68,93       |
| Inscrits / participation | Inscrits / participation | Inscrits / participation | Inscrits / participation | Inscrits / participation | 28 324       | 30,77        | 28 332      | 31,07       |

### Canton de La Verpillière
| Candidats                | Candidats                | Partis                   | Nuance                   | Nuance                   | Premier tour | Premier tour | Second tour | Second tour |
| Candidats                | Candidats                | Partis                   | Nuance                   | Nuance                   | Voix         | %            | Voix        | %           |
| ------------------------ | ------------------------ | ------------------------ | ------------------------ | ------------------------ | ------------ | ------------ | ----------- | ----------- |
|                          | Damien Michallet         | LR                       | UCD                      | UCD                      | 4 671        | 51,13        | 6 479       | 71,65       |
|                          | Aurélie Vernay           | LR                       | UCD                      | UCD                      | 4 671        | 51,13        | 6 479       | 71,65       |
|                          | Patricia Presson         | DVG                      | DVG                      | DVG                      | 2 234        | 24,46        | 2 563       | 28,35       |
|                          | Pierre Rousseau          | DVG                      | DVG                      | DVG                      | 2 234        | 24,46        | 2 563       | 28,35       |
|                          | Gaëlle Large             | RN                       | RN                       | RN                       | 2 230        | 24,41        |             |             |
|                          | Alexandre Moulin-Comte   | RN                       | RN                       | RN                       | 2 230        | 24,41        |             |             |
|                          |                          |                          |                          |                          |              |              |             |             |
| Suffrages exprimés       | Suffrages exprimés       | Suffrages exprimés       | Suffrages exprimés       | Suffrages exprimés       | 9 135        | 97,01        | 9 042       | 94,35       |
| Votes blancs             | Votes blancs             | Votes blancs             | Votes blancs             | Votes blancs             | 199          | 2,11         | 384         | 4,01        |
| Votes nuls               | Votes nuls               | Votes nuls               | Votes nuls               | Votes nuls               | 83           | 0,88         | 157         | 1,64        |
| Total                    | Total                    | Total                    | Total                    | Total                    | 9 417        | 100          | 9 583       | 100         |
| Abstention               | Abstention               | Abstention               | Abstention               | Abstention               | 23 304       | 71,22        | 23 145      | 70,72       |
| Inscrits / participation | Inscrits / participation | Inscrits / participation | Inscrits / participation | Inscrits / participation | 32 721       | 28,78        | 32 728      | 29,28       |

### Canton de Vienne-1
| Candidats                | Candidats                | Partis                   | Nuance                   | Nuance                   | Premier tour | Premier tour | Second tour | Second tour |
| Candidats                | Candidats                | Partis                   | Nuance                   | Nuance                   | Voix         | %            | Voix        | %           |
| ------------------------ | ------------------------ | ------------------------ | ------------------------ | ------------------------ | ------------ | ------------ | ----------- | ----------- |
|                          | Christophe Charles       | DVD                      | DVD                      | DVD                      | 3 680        | 44,91        | 5 185       | 61,02       |
|                          | Martine Faïta            | UDI                      | DVD                      | DVD                      | 3 680        | 44,91        | 5 185       | 61,02       |
|                          | Erwann Binet             | PS                       | UGÉ                      | UGÉ                      | 2 841        | 34,67        | 3 312       | 38,98       |
|                          | Elise Hénaux-Varvier     | DVG                      | UGÉ                      | UGÉ                      | 2 841        | 34,67        | 3 312       | 38,98       |
|                          | Adrien Rubagotti         | RN                       | RN                       | RN                       | 1 673        | 20,42        |             |             |
|                          | Andréa Villechalane      | RN                       | RN                       | RN                       | 1 673        | 20,42        |             |             |
|                          |                          |                          |                          |                          |              |              |             |             |
| Suffrages exprimés       | Suffrages exprimés       | Suffrages exprimés       | Suffrages exprimés       | Suffrages exprimés       | 8 194        | 95,90        | 8 497       | 93,82       |
| Votes blancs             | Votes blancs             | Votes blancs             | Votes blancs             | Votes blancs             | 225          | 2,63         | 358         | 3,95        |
| Votes nuls               | Votes nuls               | Votes nuls               | Votes nuls               | Votes nuls               | 125          | 1,46         | 202         | 2,23        |
| Total                    | Total                    | Total                    | Total                    | Total                    | 8 544        | 100          | 9 057       | 100         |
| Abstention               | Abstention               | Abstention               | Abstention               | Abstention               | 19 317       | 69,33        | 18 813      | 67,50       |
| Inscrits / participation | Inscrits / participation | Inscrits / participation | Inscrits / participation | Inscrits / participation | 27 861       | 30,67        | 27 870      | 32,50       |

### Canton de Vienne-2
| Candidats                | Candidats                | Partis                   | Nuance                   | Nuance                   | Premier tour | Premier tour | Second tour | Second tour |
| Candidats                | Candidats                | Partis                   | Nuance                   | Nuance                   | Voix         | %            | Voix        | %           |
| ------------------------ | ------------------------ | ------------------------ | ------------------------ | ------------------------ | ------------ | ------------ | ----------- | ----------- |
|                          | Patrick Curtaud          | LR                       | LR                       | LR                       | 5 066        | 47,37        | 6 809       | 64,23       |
|                          | Isabelle Dugua           | DVD                      | LR                       | LR                       | 5 066        | 47,37        | 6 809       | 64,23       |
|                          | Paul Raguénès            | DVG                      | UGÉ                      | UGÉ                      | 3 228        | 30,19        | 3 792       | 35,77       |
|                          | Myriam Thieulent         | LFI                      | UGÉ                      | UGÉ                      | 3 228        | 30,19        | 3 792       | 35,77       |
|                          | Adeline Padowski         | RN                       | RN                       | RN                       | 2 400        | 22,44        |             |             |
|                          | Édouard-Louis Robert     | RN                       | RN                       | RN                       | 2 400        | 22,44        |             |             |
|                          |                          |                          |                          |                          |              |              |             |             |
| Suffrages exprimés       | Suffrages exprimés       | Suffrages exprimés       | Suffrages exprimés       | Suffrages exprimés       | 10 694       | 96,15        | 10 601      | 93,62       |
| Votes blancs             | Votes blancs             | Votes blancs             | Votes blancs             | Votes blancs             | 302          | 2,72         | 513         | 4,53        |
| Votes nuls               | Votes nuls               | Votes nuls               | Votes nuls               | Votes nuls               | 126          | 1,13         | 209         | 1,85        |
| Total                    | Total                    | Total                    | Total                    | Total                    | 11 122       | 100          | 11 323      | 100         |
| Abstention               | Abstention               | Abstention               | Abstention               | Abstention               | 24 791       | 69,03        | 24 610      | 68,49       |
| Inscrits / participation | Inscrits / participation | Inscrits / participation | Inscrits / participation | Inscrits / participation | 35 913       | 30,97        | 35 933      | 31,51       |

### Canton de Voiron
| Candidats                | Candidats                | Partis                   | Nuance                   | Nuance                   | Premier tour | Premier tour | Second tour | Second tour |
| Candidats                | Candidats                | Partis                   | Nuance                   | Nuance                   | Voix         | %            | Voix        | %           |
| ------------------------ | ------------------------ | ------------------------ | ------------------------ | ------------------------ | ------------ | ------------ | ----------- | ----------- |
|                          | Anne Gérin               | UDI                      | UCD                      | UCD                      | 6 452        | 53,30        | 7 218       | 60,51       |
|                          | Julien Polat,            | LR                       | UCD                      | UCD                      | 6 452        | 53,30        | 7 218       | 60,51       |
|                          | Thierry Blanchet         | DVG                      | DVG                      | DVG                      | 4 349        | 35,93        | 4 710       | 39,49       |
|                          | Fabienne Sentis          | DVG                      | DVG                      | DVG                      | 4 349        | 35,93        | 4 710       | 39,49       |
|                          | Alexandre Collin         | RN                       | RN                       | RN                       | 1 304        | 10,77        |             |             |
|                          | Nadia Furlan             | RN                       | RN                       | RN                       | 1 304        | 10,77        |             |             |
|                          |                          |                          |                          |                          |              |              |             |             |
| Suffrages exprimés       | Suffrages exprimés       | Suffrages exprimés       | Suffrages exprimés       | Suffrages exprimés       | 12 105       | 96,43        | 11 928      | 95,27       |
| Votes blancs             | Votes blancs             | Votes blancs             | Votes blancs             | Votes blancs             | 385          | 3,07         | 501         | 4,00        |
| Votes nuls               | Votes nuls               | Votes nuls               | Votes nuls               | Votes nuls               | 63           | 0,50         | 91          | 0,73        |
| Total                    | Total                    | Total                    | Total                    | Total                    | 12 553       | 100          | 12 520      | 100         |
| Abstention               | Abstention               | Abstention               | Abstention               | Abstention               | 22 210       | 63,89        | 22 257      | 64,00       |
| Inscrits / participation | Inscrits / participation | Inscrits / participation | Inscrits / participation | Inscrits / participation | 34 763       | 36,11        | 34 777      | 36,00       |